# Omanovac
Omanovac je naselje u Republici Hrvatskoj u Požeško-slavonskoj županiji, u sastavu grada Pakraca.

## Zemljopis
Omanovac se nalaze sjeverno od Pakraca i južno od Badljvine na cesti prema Daruvaru.

## Stanovništvo
Prema popisu stanovništva iz 2011. godine Omanovac je imao 147 stanovnika.
| broj stanovnika | 145   | 200   | 188   | 249   | 279   | 366   | 418   | 475   | 437   | 430   | 424   | 352   | 300   | 261   | 186   | 147   | 86    |
|                 | 1857. | 1869. | 1880. | 1890. | 1900. | 1910. | 1921. | 1931. | 1948. | 1953. | 1961. | 1971. | 1981. | 1991. | 2001. | 2011. | 2021. |